# 22-es busz (Ózd)
Az ózdi 22-es jelzésű autóbusz egy helyi járat volt, ami a Ruhagyár és az Autóbusz-állomás között közlekedett tanítási munkanapokon, egy irányban. A viszonylatot a Volánbusz üzemeltette.

## Megállóhelyei
| 0  | Ruhagyár induló végállomás          | |
| 2  | Bolyki Tamás utca 64. Asztalos Kft. | 2E, 21 |
| 3  | Bolyki Tamás utcai Általános Iskola | 2E, 21 |
| 4  | Március 15. utca 170.               | 21 |
| 6  | Gömöri út                           | 21 |
| 7  | Strand utca                         | 21 |
| 8  | Liszt Ferenc utca                   | 21 |
| 10 | Március 15. utca 12.                | 21 |
| 11 | Zsolnai tér                         | 8, 21 |
| 13 | Vasútállomás                        | 4, 7, 8, 21, 74 3770, 3773, 4140, 4145 1384, 1412 Ózd |
| 15 | Gyújtó tér                          | 2, 2A, 2E, 4, 7, 8, 20, 20A, 21, 26, 74 |
| 16 | Autóbusz-állomás érkező végállomás  | 1A, 2, 2A, 2E, 4, 7, 8, 20, 20A, 21, 26, 33, 74 3411, 3770, 3773, 4140, 4145, 4147, 4148, 4150, 4151, 4153, 4155, 4157, 4158, 4160, 4161, 4180, 4185, 4186 1031, 1034, 1035, 1052, 1384, 1412 |